# Una famiglia fuori dal mondo
Una famiglia fuori dal mondo è stato un reality statunitense trasmesso da Discovery Channel. La serie è andata in onda in prima TV negli Stati Uniti d'America a partire dal 6 maggio 2014 al 4 dicembre 2022, raccontava la vita di una famiglia di nove persone che vive in una delle zone più selvagge dell'Alaska. Le riprese hanno avuto luogo vicino a Hoonah e Chichagof Island.
In Italia la numerazione degli episodi differisce da quella originale della serie.

## Personaggi
- Billy Bryan Brown, il capofamiglia. Nato il 3/12/1952. Deceduto l'8/02/2021. Doppiato in italiano da Giovanni Battezzato.
- Amora Larene "Ami" Branson, vedova Brown, moglie di Billy. Nata il 28/08/1963.
- Matt Brown, figlio di Billy e Ami. Nato il 7/09/1982. Doppiato in italiano da Francesco Mei.
- Joshua "Bam Bam" Brown, figlio di Billy e Ami. Nato il 18/09/1984. Doppiato in italiano da Lorenzo Scattorin.
- Solomon Isaiah Freedom "Bear" Brown, figlio di Billy e Ami. Nato il 10/06/1987. Doppiato in italiano da Alessandro Capra.
- Gabriel Starbuck "Gabe" Brown, figlio di Billy e Ami. Nato il 15/12/1989. Doppiato in italiano da Federico Zanandrea.
- Noah Darkcloud Brown, figlio di Billy e Ami. Nato il 18/07/1993. Doppiato in italiano da Andrea Oldani.
- Snowbird Brown, figlia di Billy e Ami. Nata il 18/11/1994. Doppiata in italiano da Annalisa Longo.
- Rain Brown, figlia di Billy e Ami. Nata il 23/11/2002. Doppiata da Giulia Siclé.

## Stagioni
| Stagione                  | Episodi | Prima TV USA | Prima TV Italia |
| ------------------------- | ------- | ------------ | --------------- |
| Prima stagione (2014)     | 5       | 2014         | 2014            |
| Seconda stagione (2015)   | 17      | 2015         | 2015            |
| Terza stagione (2015-16)  | 32      | 2015 - 2016  | 2016-2017       |
| Quarta stagione (2018)    | 20      | 2018         | 2018-2019       |
| Quinta stagione (2019-20) | 10      | 2019 - 2020  | 2020 - 2021     |
| Sesta stagione (2021-22)  | 16      | 2021 - 2022  | 2023 - 2024     |

## Episodi

### Prima Stagione (2014)
| N° | N° Italiana | Titolo                         | Titolo originale | Prima TV USA   | Prima TV ITA      |
| -- | ----------- | ------------------------------ | ---------------- | -------------- | ----------------- |
| 1  | 1           | Cresciuti nelle terre selvagge | Raised Wild      | 6 maggio 2014  | 17 settembre 2014 |
| 2  | 2           | Il branco                      | Human Wolf Pack  | 13 maggio 2014 | 24 settembre 2014 |
| 3  | 3           | Presi alle spalle              | Blindsided       | 20 maggio 2014 | 1º ottobre 2014   |
| 4  | 4           | O la va o la spacca            | Fight or Flight  | 27 maggio 2014 | 8 ottobre 2014    |
| 5  | -           | (Inedito)                      | The Wild Life    | 15 giugno 2014 | -                 |

### Seconda Stagione (2015)
| Num. | Num. Italiana | Titolo                | Titolo originale     | Prima TV USA     | Prima TV ITA   |
| ---- | ------------- | --------------------- | -------------------- | ---------------- | -------------- |
| 1    | 1             | Essere liberi         | Breaking Free        | 2 gennaio 2015   | 5 marzo 2015   |
| 2    | 2             | Ritorno alla natura   | Return to the Wild   | 9 gennaio 2015   | 12 marzo 2015  |
| 3    | -             | Benvenuti a Browntown | Welcome to Browntown | 16 gennaio 2015  |                |
| 4    | -             | Dura competizione     | Birdy Get Your Gun   | 23 gennaio 2015  |                |
| 5    | -             | In cerca di vendetta  | Pile It On           | 30 gennaio 2015  |                |
| 6    | 3             | A caccia              | On the Prowl         | 6 febbraio 2015  | 19 marzo 2015  |
| 7    | 4             | Solo a casa           | Home Alone           | 13 febbraio 2015 | 26 marzo 2015  |
| 8    | 5             | Ora o mai più         | Now or Never         | 20 febbraio 2015 | 2 aprile 2015  |
| 9    | 6             | Un branco diviso      | A Wolfpack Divided   | 29 maggio 2015   | 9 aprile 2015  |
| 10   | 7             | Browntown             | Rise of Browntown    | 5 giugno 2015    | 16 aprile 2015 |
| 11   | 8             | Primo appuntamento    | Divide and Conquer   | 12 giugno 2015   | 23 aprile 2015 |
| 12   | 9             | Legami di sangue      | Bloodlines           | 19 giugno 2015   | 30 aprile 2015 |
| 13   | 10            | Una nuova sfida       | A Big Gamble         | 26 giugno 2015   | 7 maggio 2015  |
| 14   | 11            | Mari rocciosi         | Rocky Seas           | 3 luglio 2015    | 14 maggio 2015 |
| 15   | -             | (Inedita)             | Sink or Swim         | 17 luglio 2015   | -              |
| 16   | 12            | Mai smettere          | Never Give Up        | 24 luglio 2015   | 21 maggio 2015 |
| 17   | -             | (Inedita)             | Lost Footage         | 31 luglio 2015   | -              |

### Terza Stagione (2015-16)
| Num. originale | Num. italiana | Titolo                    | Titolo originale       | Prima TV USA     | Prima TV ITA |
| -------------- | ------------- | ------------------------- | ---------------------- | ---------------- | ------------ |
| 1              | -             | -                         | Block and Tackle       | 11 novembre 2015 |              |
| 2              | -             | -                         | Shots Fired            | 18 novembre 2015 |              |
| 3              | -             | -                         | Rock, Paper, Skipper   | 25 novembre 2015 |              |
| 4              | 2             | La ballata di Billy Brown | Ballad of Billy Brown  | 2 dicembre 2015  |              |
| 5              | -             | -                         | Dock-u-Drama           | 9 dicembre 2015  |              |
| 6              | 7             | Acque mortali             | Dead in the Water      | 16 dicembre 2016 |              |
| 7              | 6             | Pericolo                  | Alarmed & Dangerous    | 30 dicembre 2015 |              |
| 8              | -             | -                         | Bush Heart             | 6 gennaio 2016   |              |
| 9              | 3             | Il paradiso perduto       | Paradise Lost          | 6 gennaio 2016   |              |
| 10             | -             | L'escursione              | The Wolf Pack Returns  | 6 maggio 2016    |              |
| 11             | 9             | Carico rischioso          | Driving Miss Rainy     | 13 maggio 2016   |              |
| 12             |               | L'inverno arriva          | Winter Watch           | 20 maggio 2016   |              |
| 13             | -             | -                         | Growing the Wolfpack   | 27 maggio 2016   |              |
| 14             | -             | -                         | Surviving the Lower 48 | 3 giugno 2016    |              |
| 15             | 12            | Pulizie di primavera      | High Tide Housing      | 10 giugno 2016   |              |
| 16             | 13            | Colpiti al buio           | Shots in the Dark      | 17 giugno 2016   |              |
| 17             | 14            | Il giorno del giudizio    | Judgement Day          | 24 giugno 2016   |              |
| 18             | 15            | Nelle zone selvagge       | Released to the Wild   | 8 luglio 2016    |              |
| 19             | 16            | Ritorno a Browntown       | Back in Browntown      | 15 luglio 2016   |              |
| 20             | -             | -                         | Browns Down South      | 22 luglio 2016   |              |
| 21             | -             | -                         | Made in the Wild       | 29 luglio 2016   |              |